# Corine van der Zijden
Corine van der Zijden (Tienhoven, 16 november 1995) is een Nederlands voormalig wielrenster die in 2015 reed voor Feminine Cycling Team. In augustus 2022 trouwde zij met wielrenner Mike Teunissen.

## Carrière
Op de Europese kampioenschappen wielrennen in 2012 in Goes won Van der Zijden de tijdrit bij de juniores, voor de Russin Ksenia Dobrynina en de Belgische Lotte Kopecky. Eerder dat jaar won ze in haar categorie al de Nederlandse titel. Op het WK 2012 in Valkenburg werd ze 12e in de tijdrit voor junioren. Een jaar later werd ze 15e in de wegrit voor junioren op het WK 2013 in Florence.
In 2015 maakte Van der Zijden de overstap naar de Duitse ploeg Feminine Cycling Team. Ze nam dat jaar deel aan onder meer de Ronde van Drenthe en de Energiewacht Tour.

## Overwinningen
2012
 Nederlands kampioene tijdrijden, Junioren
 Europees kampioene tijdrijden, Junioren
Borchers · Dietrich · Ehrler · Hahn · van Hoek · Lacher · Öschger · van der Zijden